# Jan Ghyselinck

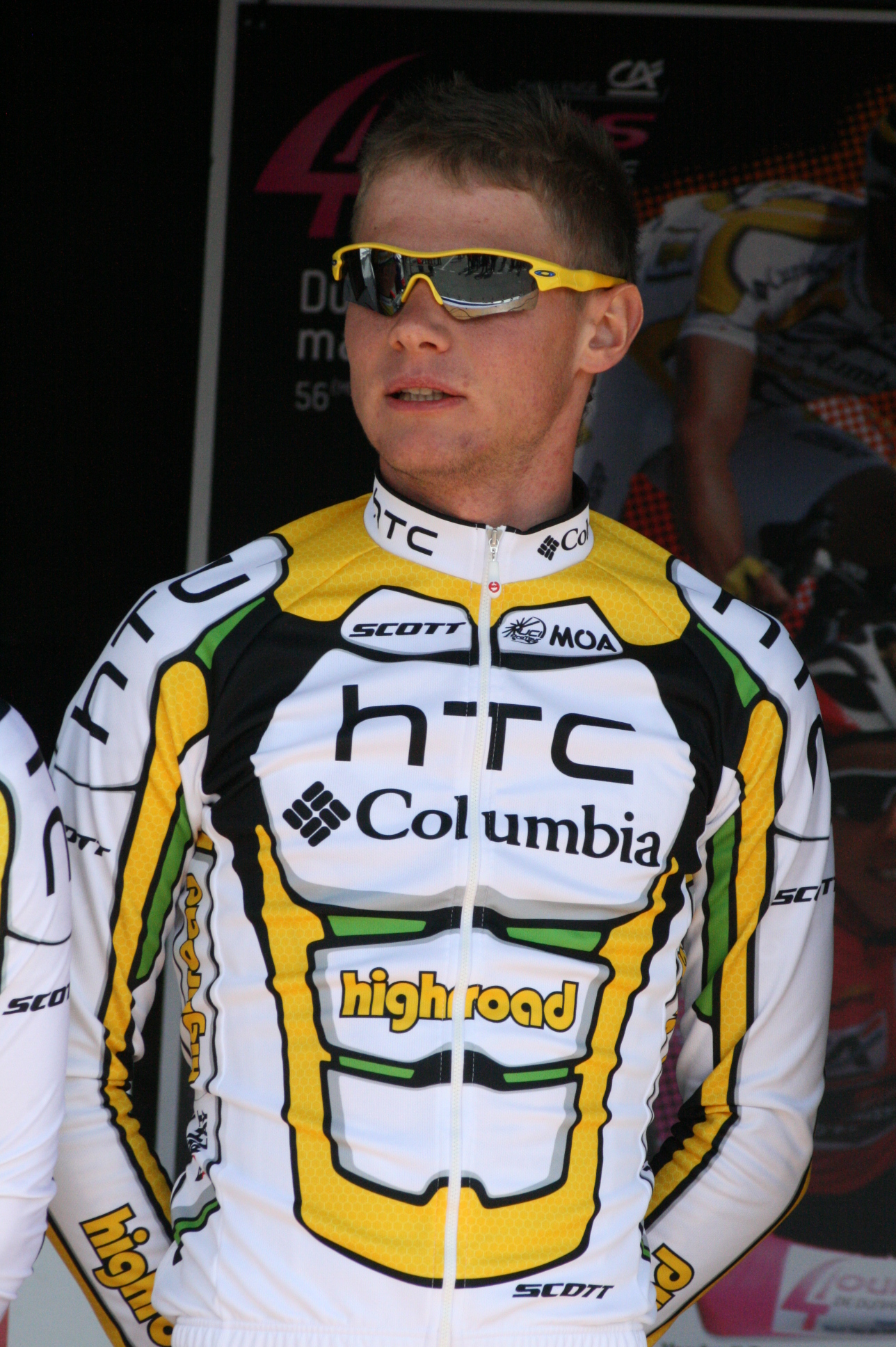
Jan Ghyselinck bei den Vier Tagen von Dünkirchen 2010

Jan Ghyselinck (* 24. Februar 1988 in Tielt) ist ein ehemaliger belgischer Radrennfahrer.
Ghyselinck wurde 2004 belgischer Jugendmeister im Einzelzeitfahren. Diesen Erfolg wiederholte er 2005 und 2006 in der Juniorenklasse. Außerdem gewann er 2005 die Gesamtwertung und eine Etappe des Giro di Toscana und die Juniorenausgabe des Klassikers Ronde van Vlaanderen.
Als U23-Fahrer wurde Ghyselinck 2008 wiederum belgischer Zeitfahrmeister. Im Jahr 2009 gewann er mit De Vlaamse Pijl sein erstes internationales Eliterennen, eine Zeitfahretappe von Le Triptyque des Monts et Châteaux und die U23-Ausgabe der Ronde van Vlaanderen.
Anschließend fuhr er als Neoprofi 2010 und 2011 beim US-amerikanischen Radsportteam Team HTC-Columbia, ohne besondere Ergebnisse zu erzielen. Er wechselte zum französischen Cofidis-Team und bestritt die Tour de France 2012, welche er als 152. beendete. Von 2014 bis 2016 fuhr er für kleinere belgische Mannschaften. Er gewann im Jahr 2014 das französische Eintagesrennen Polynormande.
Jan Ghyselincks jüngere Schwester Tine Ghyselinck ist ebenfalls Radsportlerin.

## Erfolge
2004
- Belgischer Meister – Einzelzeitfahren (Jugend)

2005
- Gesamtwertung und eine Etappe Giro di Toscana (Junioren)
- Ronde van Vlaanderen (Junioren)
- Belgischer Meister – Einzelzeitfahren (Junioren)

2006
- Belgischer Meister – Einzelzeitfahren (Junioren)

2008
- Belgischer Meister – Einzelzeitfahren (U23)

2009
- De Vlaamse Pijl
- eine Etappe Le Triptyque des Monts et Châteaux
- Ronde van Vlaanderen (U23)

2014
- Polynormande

## Teams
- 2010 Team HTC-Columbia
- 2011 HTC-Highroad
- 2012 Cofidis, le Crédit en Ligne
- 2013 Cofidis, Solutions Crédits
- 2014 Wanty-Groupe Gobert
- 2015 Wanty-Groupe Gobert
- 2016 Vérandas Willems Cycling Team